# کاروانسرای جنب میدان خان
کاروانسرای جنب میدان خان مربوط به دوره قاجار است و در بافق، میدان باق واقع شده و این اثر در تاریخ ۲۵ اسفند ۱۳۷۹ با شمارهٔ ثبت ۳۶۱۷ به‌عنوان یکی از آثار ملی ایران به ثبت رسیده است.